# Ivan Jáč
Ivan Jáč (* 29. dubna 1956) je český politik, ekonom a vysokoškolský pedagog, od roku 2017 poslanec Poslanecké sněmovny PČR, nestraník za hnutí ANO 2011.

## Život
Je členem Katedry podnikové ekonomiky a managementu na Ekonomické fakultě Technické univerzity v Liberci. Externě vyučuje také na ŠKODA AUTO Vysoké škole. Angažuje se jako člen vědecké rady Fakulty ekonomické Západočeské univerzity v Plzni.
V letech 2004 až 2014 byl předsedou dozorčí rady v akciové společnosti SEMILEAS.
Ivan Jáč žije v obci Všelibice na Liberecku. Hovoří anglicky a rusky.

## Politické působení
Ve volbách do Poslanecké sněmovny PČR v roce 2017 byl jako nestraník za hnutí ANO 2011 zvolen poslancem v Libereckém kraji, a to ze druhého místa kandidátky. Ve volbách do Poslanecké sněmovny PČR v roce 2021 kandidoval jako nestraník za hnutí ANO 2011 na 3. místě v Libereckém kraji. Získal 1 045 preferenčních hlasů, a stal se tak znovu poslancem.